# ハンス・イワース
イギリスでハンス・イワース（Hans Eworth）として知られるハンス・エーヴァウツ（Hans Ewouts、1520年ころ生まれ、1578年ころ没）はアントウェルペンを宗教的理由で追放された後、ロンドンに移り、テューダー朝のイギリスで王族や貴族の肖像画家として活躍した画家である。

## 略歴
その出自はほとんど知られていないが、ホールンの生まれではないかとされている。1540年にアントウェルペンに移ってきて、アントウェルペンの聖ルカ組合の「記録(Liggeren)」に "Jan Euworts"として入会が記録され、1544年に異端のためにアントウェルペンを追放された人物と同一人物であると考えられている。 「アナバプテスト（再洗礼派）」の一派に属していたとする説もある。1545年までにはロンドンに住むようになり、1549年ころから様々な綴りの名前で記録に残るようになっている.。
テューダー朝のイギリスで女王メアリー1世の多くの肖像画を残し、多くの貴族の肖像画を残した。1632年にフランドル出身の画家、アンソニー・ヴァン・ダイクがロンドンで活動する以前のイギリス美術において重要な画家の一人とされる。
1571年に一時アントウェルペンに住んだ後、ロンドンに戻り、その後ポルトガルで活動した後、アントウェルペンで1578年かその翌年に亡くなったとされる。

## 作品

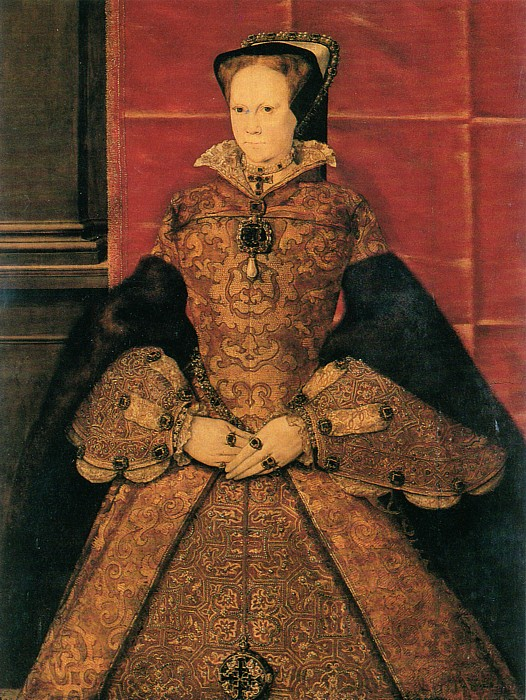
メアリー1世(1554) Society of Antiquaries of London 　蔵
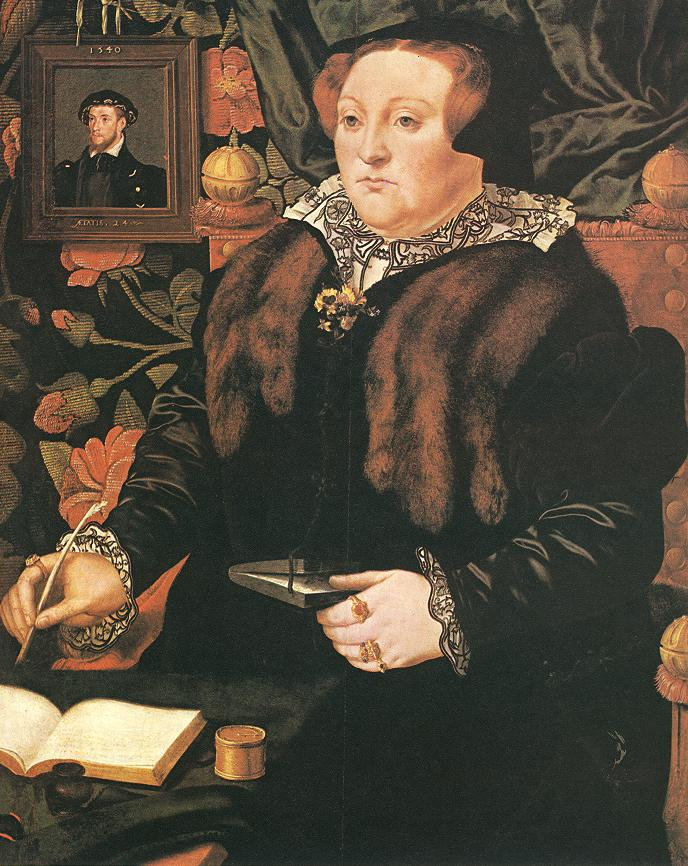
デーカー男爵夫人(155/1558) カナダ国立美術館　蔵
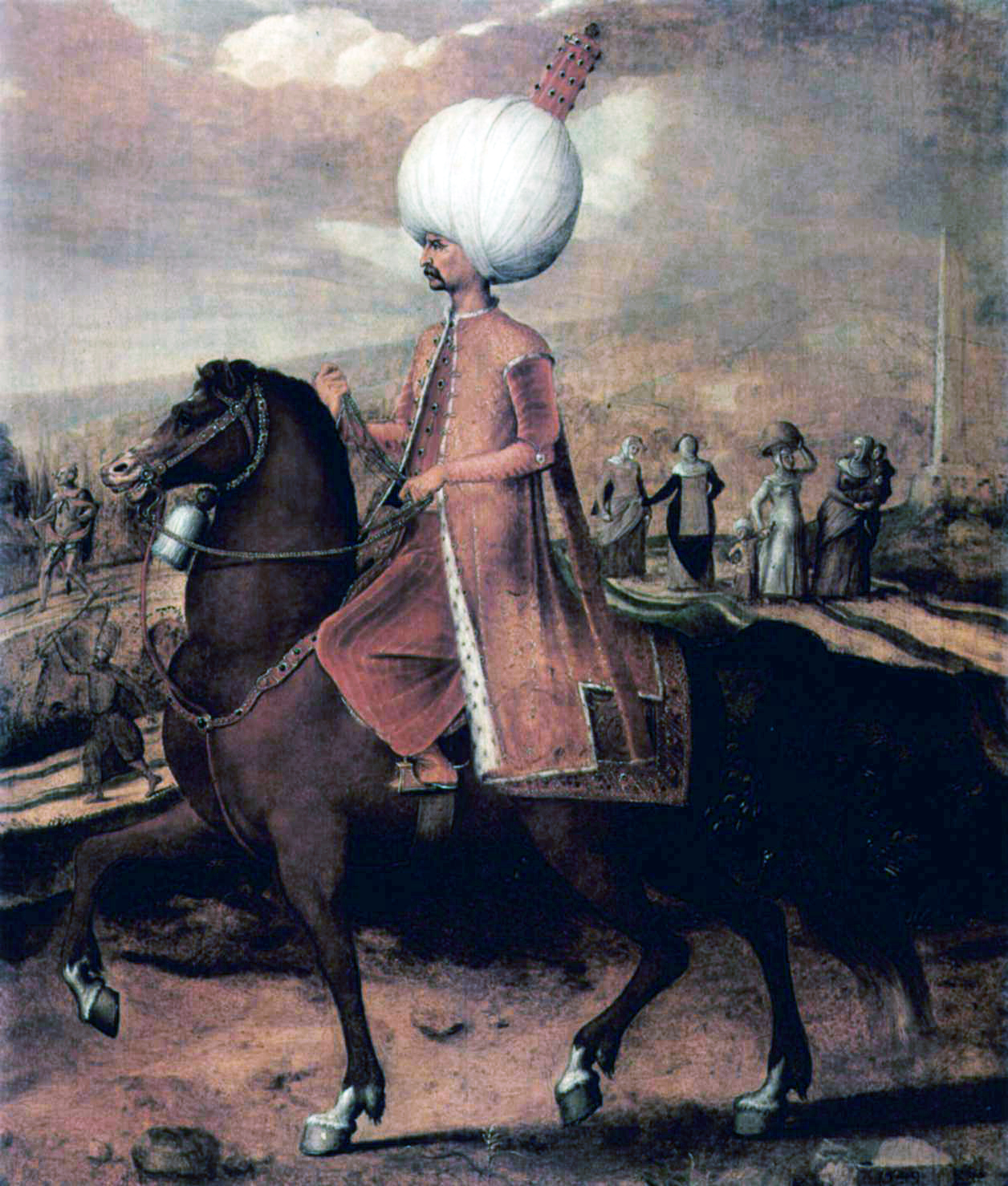
スレイマン1世とされる肖像画
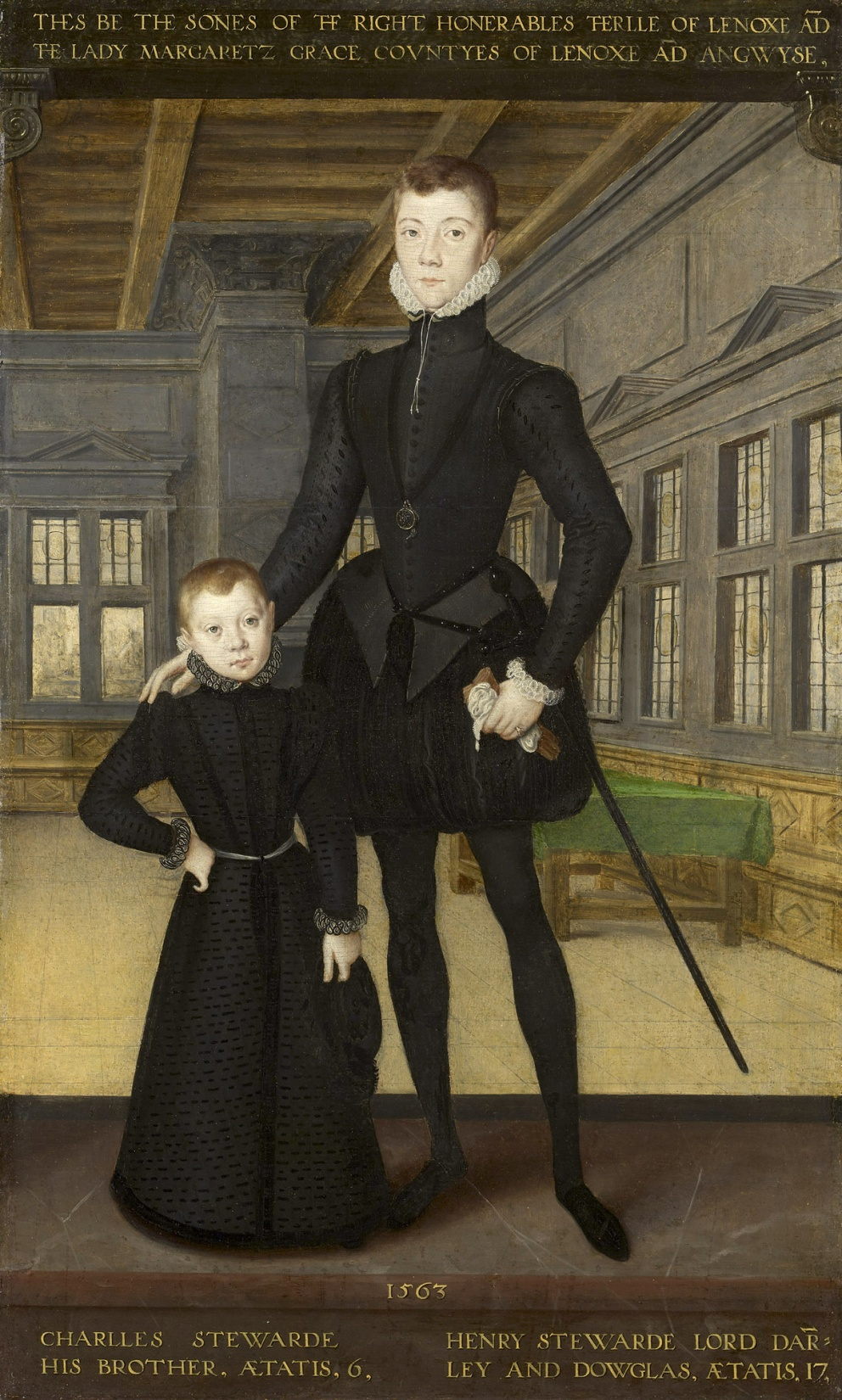
チャールズ・ステュアート (初代レノックス伯)と兄ダーンリー卿ヘンリー